# Croton caracasanus
Croton caracasanus là một loài thực vật có hoa trong họ Đại kích. Loài này được Pittier mô tả khoa học đầu tiên năm 1930.